# Saison 2006 de l'équipe cycliste La Française des jeux
L'Équipe cycliste La Française des jeux participait en 2006 au ProTour.

## Effectif
| Cycliste             | Date de naissance | Nationalité    | Équipe 2005     |
| -------------------- | ----------------- | -------------- | --------------- |
| Ludovic Auger        | 17/02/1971        | France         |                 |
| Freddy Bichot        | 09/09/1979        | France         |                 |
| Sandy Casar          | 02/02/1979        | France         |                 |
| Carlos Da Cruz       | 20/12/1974        | France         |                 |
| Mickaël Delage       | 06/08/1985        | France         |                 |
| Christophe Detilloux | 03/05/1974        | Belgique       |                 |
| Rémy Di Grégorio     | 31/07/1985        | France         |                 |
| Bernhard Eisel       | 17/02/1981        | Autriche       |                 |
| Frédéric Finot       | 20/03/1977        | France         |                 |
| Arnaud Gérard        | 06/10/1984        | France         |                 |
| Philippe Gilbert     | 05/07/1982        | Belgique       |                 |
| Frédéric Guesdon     | 14/10/1971        | France         |                 |
| Lilian Jégou         | 20/01/1976        | France         |                 |
| Sébastien Joly       | 25/06/1979        | France         | Crédit agricole |
| Matthieu Ladagnous   | 12/12/1984        | France         | (néo-pro)       |
| Gustav Larsson       | 20/09/1980        | Suède          | Fassa Bortolo   |
| Éric Leblacher       | 21/03/1978        | France         | Crédit agricole |
| Thomas Lövkvist      | 04/04/1984        | Suède          |                 |
| Bradley McGee        | 24/02/1976        | Australie      |                 |
| Ian Mcleod           | 03/10/1980        | Afrique du Sud |                 |
| Christophe Mengin    | 03/09/1968        | France         |                 |
| Cyrille Monnerais    | 24/08/1983        | France         |                 |
| Francis Mourey       | 08/12/1980        | France         |                 |
| Fabien Patanchon     | 14/06/1984        | France         | (néo-pro)       |
| Jérémy Roy           | 22/06/1983        | France         |                 |
| Fabien Sanchez       | 30/03/1983        | France         |                 |
| Benoît Vaugrenard    | 05/01/1982        | France         |                 |
| Jussi Veikkanen      | 29/03/1981        | Finlande       |                 |

## Victoires
| Date       | Course                                                  | Pays     | Classe | Vainqueur          |
| ---------- | ------------------------------------------------------- | -------- | ------ | ------------------ |
| 12/01/2006 | Prologue de la Tropicale Amissa Bongo Ondimba           | Gabon    | 2.2    | Frédéric Guesdon   |
| 13/01/2006 | 1re étape de la Tropicale Amissa Bongo Ondimba          | Gabon    | 2.2    | Jussi Veikkanen    |
| 14/01/2006 | 2e étape de la Tropicale Amissa Bongo Ondimba           | Gabon    | 2.2    | Lilian Jégou       |
| 15/01/2006 | Classement général de la Tropicale Amissa Bongo Ondimba | Gabon    | 2.2    | Jussi Veikkanen    |
| 02/02/2006 | 4e étape du Tour du Qatar                               | Qatar    | 2.1    | Bernhard Eisel     |
| 03/02/2006 | 3e étape de l'Étoile de Bessèges                        | France   | 2.1    | Éric Leblacher     |
| 12/02/2006 | 5e étape du Tour méditerranéen                          | France   | 2.1    | Matthieu Ladagnous |
| 16/02/2006 | 2e étape du Tour de l'Algarve                           | Portugal | 2.1    | Bernhard Eisel     |
| 25/02/2006 | Omloop Het Volk                                         | Belgique | 1.HC   | Philippe Gilbert   |
| 29/03/2006 | 2e étape des Trois Jours de La Panne                    | Belgique | 2.HC   | Bernhard Eisel     |
| 06/06/2006 | 2e étape du Critérium du Dauphiné libéré                | France   | PT     | Philippe Gilbert   |
| 21/06/2006 | Championnat de Suède du contre-la-montre                | Suède    | CN     | Gustav Larsson     |
| 23/06/2006 | Championnat de Suède sur route                          | Suède    | CN     | Thomas Lövkvist    |
| 02/07/2006 | Championnat de Finlande sur route                       | Finlande | CN     | Jussi Veikkanen    |
| 22/08/2006 | 7e étape de l'Eneco Tour                                | Pays-Bas | PT     | Philippe Gilbert   |
| 23/08/2006 | 2e étape du Tour du Poitou-Charentes et de la Vienne    | France   | 2.1    | Jussi Veikkanen    |
| 31/08/2006 | 1re étape du Tour de l'Avenir                           | France   | 2.1    | Mickaël Delage     |
| 07/09/2006 | 8e étape du Tour de l'Avenir                            | France   | 2.1    | Rémy Di Grégorio   |
| 10/09/2006 | Grand Prix de Fourmies / La Voix du Nord                | France   | 1.HC   | Philippe Gilbert   |
| 13/09/2006 | Grand Prix de Wallonie                                  | Belgique | 1.1    | Philippe Gilbert   |
| 08/10/2006 | Paris-Tours                                             | France   | PT     | Frédéric Guesdon   |

## Classements UCI ProTour

### Individuel
| Rang | Coureur           | Points |
| ---- | ----------------- | ------ |
| 47   | Frédéric Guesdon  | 55     |
| 67   | Philippe Gilbert  | 33     |
| 69   | Sandy Casar       | 36     |
| 76   | Bernhard Eisel    | 32     |
| 144  | Bradley McGee     | 6      |
| 158  | Christophe Mengin | 5      |

### Équipe
L'équipe Française des jeux a terminé à la 20e place avec 270 points.

## Classements en Coupe de France

### Individuel
| Rang | Coureur            | Points |
| ---- | ------------------ | ------ |
| 2    | Lilian Jégou       | 108    |
| 4    | Philippe Gilbert   | 80     |
| 31   | Frédéric Guesdon   | 25     |
| 41   | Éric Leblacher     | 20     |
| 43   | Freddy Bichot      | 17     |
| 45   | Matthieu Ladagnous | 16     |
| 58   | Arnaud Gérard      | 10     |
| 60   | Ludovic Auger      | 10     |
| 64   | Mickaël Delage     | 6      |
| 78   | Ian Mcleod         | 3      |
| 79   | Fabien Patanchon   | 3      |

### Équipe
L'équipe La Française des jeux a terminé à la 2e place avec 106 points.